# Mühlbach (Kiefersfelden)

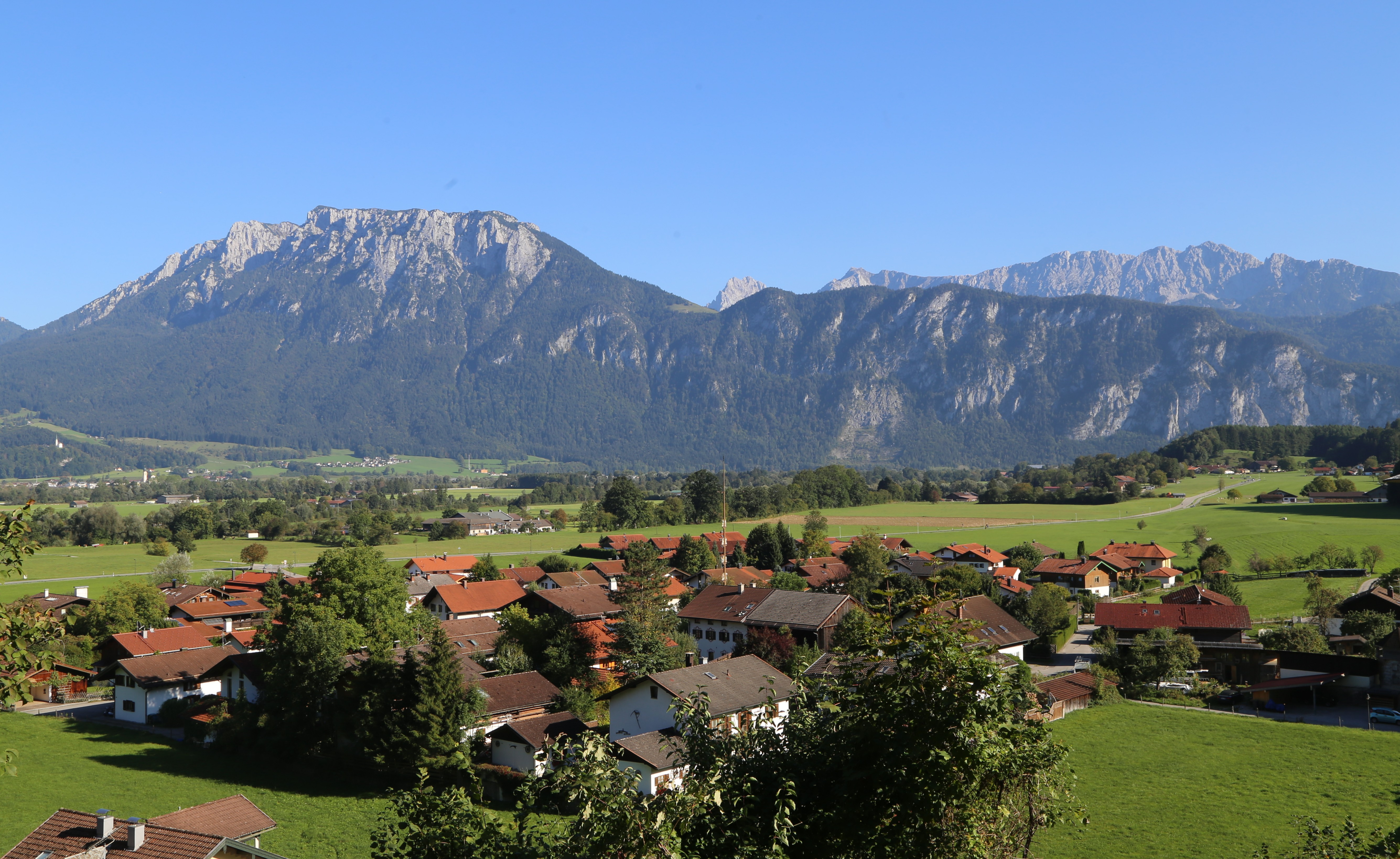
Blick von Mühlbach in Richtung Ebbs und Kaisergebirge

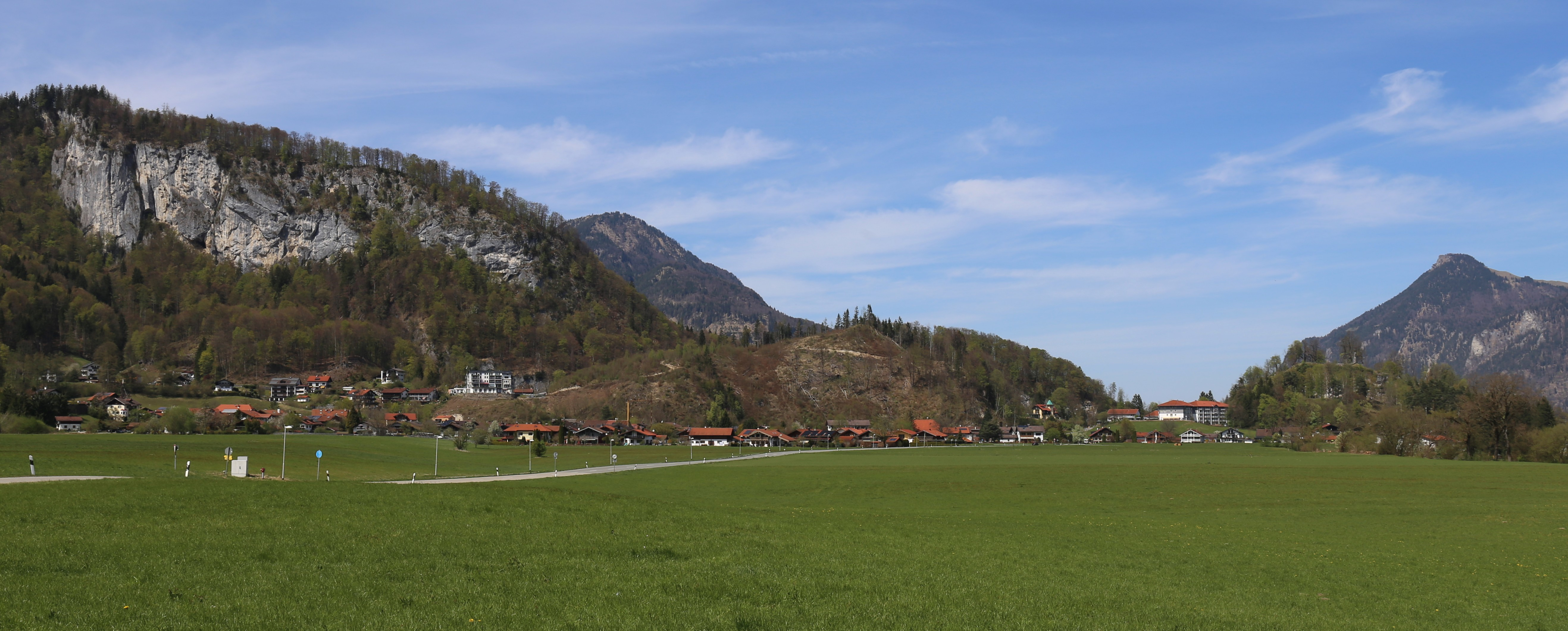
Mühlbach von Süden

Mühlbach bei Kiefersfelden ist ein Ort in der Gemeinde Kiefersfelden. Vor der Gebietsreform war Mühlbach Teil der Gemeinde Oberaudorf.
In Salbüchern aus dem 13. Jahrhundert werden Abgaben an die herzogliche Grundherrschaft der Wittelsbacher aufgeführt. Darin sind Stellen auf heutigem Kiefersfeldener Gebiet aufgelistet. Dazu gehören, noch vor dem Dorf Kiefersfelden, z. B. Mühlbach, Mühlau. Während der Herrschaft der Grafen von Falkenstein war Mühlbach Schmiedezentrum der gräflichen Herrschaft.
In Zeiten der Industrialisierung war Mühlbach vor allem für das Sensenwerk der Bayerische und Tiroler Sensen-Union AG bekannt.